# Michiel Huisman
Michiel Huisman, född 18 juli 1981 i Amstelveen, Nederländerna, är en nederländsk skådespelare, musiker och singer-songwriter. Han var sångare och gitarrist i det nederländska bandet Fontane.
Huisman är gift med den nederländska skådespelerskan Tara Elders, tillsammans har de en dotter som är född 2007.

## Diskografi

### Singlar med Fontane
- 2001 – 1+1=2
- 2002 – Slapeloos
- 2003 – Neem Me Mee

### Solosinglar
- 2005 – Deel Van Mij
- 2006 – Geef Je Over

### Soloalbum
- 2005 – Luchtige Verhalen

## Filmografi (i urval)

### Film
| År   | Titel                                              | Roll                             | Anmärkning |
| ---- | -------------------------------------------------- | -------------------------------- | ---------- |
| 2006 | Svart bok                                          | Rob                              |            |
| 2009 | Young Victoria                                     | Ernst II av Sachsen-Coburg-Gotha |            |
| 2013 | World War Z                                        | Ellis                            |            |
| 2014 | Wild                                               | Jonathan                         |            |
| 2015 | The Age of Adaline                                 | Ellis Jones                      |            |
| 2018 | Guernseys litteratur- och potatisskalspajssällskap | Dawsey Adams                     |            |

### TV
| År        | Titel                         | Roll           | Anmärkning                                 |
| --------- | ----------------------------- | -------------- | ------------------------------------------ |
| 1998      | Goede tijden, slechte tijden  | Rover          |                                            |
| 2006      | Ett fall för Dalziel & Pascoe | Back-Packer    | Avsnitt: "Wrong Place, Wrong Time: Part 1" |
| 2010–2013 | Treme                         | Sonny          | 35 avsnitt                                 |
| 2012–2014 | Nashville                     | Liam McGuinnis | 13 avsnitt                                 |
| 2014–2015 | Orphan Black                  | Cal Morrison   | 6 avsnitt                                  |
| 2014–     | Game of Thrones               | Daario Naharis | Huvudroll                                  |